# Альбін Наке
Альбін Наке (нім. Albin Nake; 1 березня 1888, Кляйн-Аугецд — 17 квітня 1947, Зальцбург) — австрійський і німецький офіцер, генерал-лейтенант вермахту. Кавалер Німецького хреста в золоті.

## Біографія
18 серпня 1909 року поступив на службу в австро-угорську армію. Учасник Першої світової війни. Після війни продовжив службу в австрійській армії. Після аншлюсу 14 березня 1938 року автоматично перейшов у вермахт. З 26 серпня 1939 року — командир 136-го єгерського полку. 6 липня 1941 року відправлений у резерв ОКГ. З 4 листопада 1941 по 5 травня 1942 року — командир 207-го піхотного полку. З 15 липня 1942 по 15 березня 1943 року — командир 709-ї, з 1 червня 1943 по 18 квітня 1944 року — 264-ї піхотної дивізії. З 1 липня 1944 по 10 жовтня 1944 року — командир 159-ї резервної (з 9 жовтня піхотної) дивізії. 6 вересня 1944 року зламав ключицю внаслідок нещасного випадку і 12 вересня відправлений у 1-й резервний лазарет Зальцбурга, 19 жовтня 1944 року — в резерв ОКГ. З 13 грудня 1944 року — командир укріпрайону Штирія. З 6 лютого 1945 року — генерал для особливих доручень при командувачі 18-м військовим округом.

## Звання
- Фенріх (1 вересня 1909)
- Лейтенант (1 травня 1912)
- Обер-лейтенант (1 січня 1915)
- Гауптман (15 травня 1917)
- Титулярний майор (8 липня 1921)
- Штабс-гауптман (1 березня 1923)
- Майор (19 січня 1928)
- Оберст-лейтенант (18 грудня 1934)
- Оберст (1 лютого 1939)
- Генерал-майор (1 квітня 1942)
- Генерал-лейтенант (1 липня 1943)

## Нагороди
- Бронзова і срібна медаль «За військові заслуги» (Австро-Угорщина) з мечами
- Хрест «За військові заслуги» (Австро-Угорщина) 3-го класу з військовою відзнакою і мечами
- Орден Залізної Корони 3-го класу з військовою відзнакою і мечами (1916)
- Військовий Хрест Карла
- Залізний хрест 2-го класу
- Медаль «За поранення» (Австро-Угорщина) з двома смугами
- Пам'ятна військова медаль (Австрія) з мечами
- Почесний знак «За заслуги перед Австрійською Республікою», золотий знак
- Хрест «За вислугу років» (Австрія) 2-го класу для офіцерів (25 років)
- Хрест «За військові заслуги» (Австрія) 3-го класу (6 листопада 1937)
- Пам'ятна військова медаль (Угорщина) з мечами
- Почесний хрест ветерана війни з мечами
- Медаль «За вислугу років у Вермахті» 4-го, 3-го, 2-го і 1-го класу (25 років)
- Нагрудний знак «За поранення» в чорному
- Застібка до Залізного хреста 2-го класу (1 жовтня 1939)
- Залізний хрест 1-го класу (17 листопада 1939)
- Медаль «За зимову кампанію на Сході 1941/42» (9 листопада 1942)
- Німецький хрест в золоті (29 листопада 1942)